# Morgemoulin
Morgemoulin település Franciaországban, Meuse megyében. Lakosainak száma 107 fő (2022. január 1.). Morgemoulin Dieppe-sous-Douaumont, Foameix-Ornel, Fromezey, Gincrey, Mogeville és Abaucourt-Hautecourt községekkel határos.

## Népesség
A település népességének változása:
| Lakosok száma | 105  | 94   | 75   | 99   | 109  | 110  | 111  | 108  | 108  | 107  |
|               | 1968 | 1982 | 1990 | 2006 | 2013 | 2015 | 2017 | 2019 | 2020 | 2022 |